# 整流子機の電機子反作用
整流子機の電機子反作用（せいりゅうしきのでんきしはんさよう）は、電機子巻線に電流が流れることにより、磁束が発生する作用のことである。また、この磁束により界磁（主磁極）の磁束に与える影響の総称を言うこともある。

## 電機子反作用による現象

### 交差磁化作用（横軸作用）による電気的中性軸の移動
電機子電流による磁束と界磁の磁束が合成され、電気的中性軸が幾何学的中性軸の位置からずれる。電動機では、電機子の回転の反対方向に移動し、発電機では、電機子の回転の方向に移動する。
そのため、整流時に誘導起電力が残り、この時発生する火花により整流子を焼損する。

### 偏磁作用による界磁磁束の偏り
局部的に整流子片間の電圧が高くなる。

### 減磁作用による界磁磁束の減少
発電機では起電力が減少し、電動機ではトルクが減少する。

## 防止策

### 補極
電機子と直列に接続した巻線磁極を整流子付近に配置し、整流時の巻線の誘導起電力を小さくする。
それにより、整流時の火花を防止する。

### 補償巻線
電機子巻線と相対するように界磁表面に巻線を配置し、電機子電流と逆向きの電流を流し、磁束を打ち消す。
大型機に用いられる。

### 抵抗整流
ブラシの接触抵抗を大きくし、整流時の火花を小さくする。

## 参考図書
- 中田高義ほか 著、中田高義・沖津泰 編『電気機器1』（初版）朝倉書店〈電気・電子・情報基礎シリーズ 6〉、1984年。ISBN 4-254-22596-2。